# Білоскурський Михайло Олексійович
Миха́йло Олексі́йович Білоску́рський (рос. Михаил Алексеевич Белоскурский; * 21 листопада 1902, Коломия, Івано-Франківська область — † 15 липня 1972, Київ) — радянський військовий діяч українського походження.
Генерал-майор радянської армії (1944).

## Біографія
Із проголошенням ЗУНР вступив до Української Галицької армії. Брав участь у поході на Київ, воював проти денікінських і радянських армій.
Від лютого 1920 року — у ЧУГА. Від квітня 1920 року в її складі воював проти білополяків. Після закінчення війни не повернувся до Галичини, а залишився в УСРР.
1924 — в Харкові закінчив школу червоних старшин, командував взводом у дивізії червоних козаків.
1926 — став членом ВКП(б).
1933 — закінчив курси при Військовій академії імені М. В. Фрунзе.
Був репресований, але ув'язнення та каторги уникнув.
Під час Другої світової війни командував батальйоном на Карельському фронті, воював на Сандомирському плацдармі.
Після війни працював старшим військовим радником у посольствах СРСР у НДР та ПНР.
У Коломиї іменем Білоскурського названо вулицю.